# Waking the Dead (série de televisão)
Waking the Dead (Despertando os Demônios, no Brasil) é um série policial britânica do gênero drama escrita por Barbara Machin e produzida pela BBC One.

## Enredo
Waking the Dead é um drama policial que acompanha as investigações de uma equipe especializada em casos encerrados. Utilizando equipamentos modernos e novas técnicas de investigação forense, a equipe soluciona casos que foram arquivados sem conclusão.

## Produção
Cada história é dividida em dois episódios de uma hora, exibidos pela BBC One. A terceira temporada da série ganhou um prêmio Emmy Internacional em 2004. O programa foi também transmitido pela BBC America, nos Estados Unidos, e UKTV na Nova Zelândia e Austrália ABC1. 

## Personagens
- Detetive Peter Boyd (Trevor Eve) [1ª Temporada - 9ª Temporada]
- Inspetor Spencer Jordan (Wil Johnson) [1ª Temporada - 9ª Temporada]
- Detetive Amelia "Mel" Silver (Claire Goose) [1ª Temporada - 4ª Temporada]
- Detetive Stella Goodman (Félicité du Jeu) [5ª Temporada - 8ª Temporada]
- Detetive Katrina Howard (Stacey Roca) [8ª Temporada]
- Detetive Sarah Cavendish (Eva Birthistle) [9ª Temporada]
- Dr. Grace Foley (Sue Johnston) [1ª Temporada - 9ª Temporada]
- Dr. Frankie Wharton (Holly Aird) [1[ Temporada - 4ª Temporada]
- Dr. Felix Gibson (Esther Hall) [5ª Temporada]
- Dr. Eve Lockhart (Tara Fitzgerald) [6ª Temporada - 9ª Temporada]